# Oblężenie Negapatamu
Oblężenie Negapatamu – trzytygodniowe oblężenie holenderskiej placówki kolonialnej w Negapatam podczas IV wojny angielsko-holenderskiej, bronionej przez sojusznicze siły holendersko-majsurskie, zakończone zdobyciem miasta i przejęciem go przez Brytyjczyków.

## Tło
Początkowo przystąpienie Francji do amerykańskiej wojny o niepodległość w 1778 r. nie wpłynęło na stosunki Wielkiej Brytanii z władcami Indii. Sytuacja zmieniła się po zajęciu przez Brytyjczyków portu Mahé na zachodnim wybrzeżu w 1779 roku, co skłoniło Hajdara Alego, faktycznego władcę Królestwa Majsuru, który twierdził, że port jest pod jego ochroną, do rozpoczęcia drugiej wojny angielsko-majsurskiej i ataku na brytyjskie posiadłości w południowych Indiach. Siły Hajdara Alego odniosły początkowo spore sukcesy.
20 grudnia 1780 r. Wielka Brytania wypowiedziała wojnę Republice Holenderskiej . 13 czerwca 1781 roku gubernator Trincomalee Iman Willem Falck powiadomił o wypowiedzeniu wojny gubernatora Reyniera van Vlissingena w Negapatam. Ten natychmiast poinformował Hajdara Alego i zawarł z nim 29 lipca sojusz.

## Wstęp
Van Vlissingen początkowo wysłał 600 ludzi, a także proch strzelniczy i amunicję do obozu Hajdara w Tanjore na początku sierpnia 1781 roku. Jednak rosnące zagrożenie brytyjskim atakiem na Negapatam skłoniło sojuszników, by zamiast tego rozważyć wzmocnienie jego obrony, gdyż dotąd niewiele w tym celu zrobiono. Holendrzy wrócili do Negapatam pod koniec września z 2100 Majsurczykami; dopiero po 21 września zaczęto tworzyć linie obronne poza murami miasta od strony lądu.
Lord Macartney zadecydował o ataku na holenderskie kolonie wbrew opinii generała Coote’a, który uważał, że najważniejsze są działania przeciw armii Hajdara. Macartney zdołał pozyskać do służby Hectora Munro, który przygotowywał się do wyjazdu do Anglii; przekonał też pułkownika Johna Braithwaite’a, którego wojska działały na południe od Madrasu, by ten skierował swoich ludzi do akcji przeciwko placówkom holenderskim. Braithwaite, który został niedawno ranny, wysłał ludzi pod dowództwem pułkownika Ecclesa Nixona w kierunku Negapatam. 20 października Nixon zajął holenderską placówkę w Karikal, a następnego dnia przejął kontrolę nad Nagore, holenderską placówką kontrolowaną przez Hajdara. Siły holendersko-majsurskie wycofały się za linie obronne. Równocześnie przybyła flota admirała sir Edwarda Hughesa i dostarczyła Munro i jego armię.

## Oblężenie
Munro rozpoczął działania atakami niewielkich oddziałów, by przejąć kontrolę nad niektórymi redutami zewnętrznych linii obrony. W dniach 27 i 28 października obrońcy odparli dwa takie ataki na redutę po zachodniej stronie linii. Po tym jak jeden z okrętów Hughesa przeprowadził rozpoznanie obrony na wschodzie, trzeci atak na tamtejszą redutę zakończył się 30 października sukcesem. Według raportów holenderskich, w wyniku tej bitwy większość kawalerii Majsuru uciekła, a większość pozostałych sił holenderskich wycofała się w obręb murów miasta.
1 listopada Munro zaczął kopanie aproszy, a 5 listopada rozpoczęto sypanie wysuniętej baterii. Tej nocy Holendrzy dokonali wypadu, ale bez powodzenia. Bateria dziesięciu dział została ukończona następnego dnia i 7 listopada otworzyła ogień, powodując znaczne uszkodzenia północnych murów miasta. 10 listopada ukończono drugą, dwunastodziałową baterię; Holendrzy przeprowadzili drugi wypad, który również nie przerwał oblężenia.
Po prośbach Holendrów 28 października Hajdar wysłał kolejny oddział wojsk w kierunku Negapatam. 8 listopada dotarł on do Kuttur, około jednego dnia marszu na zachód od Negapatam, a van Vlissingen zachęcał ich do ataku na Brytyjczyków. Ze względu na dużą liczbę żołnierzy brytyjskich, odsiecz zwlekała, a jej dowódca poprosił Hajdara o przysłanie dodatkowych wojsk z Tanjore, które nadciągnęły 10 listopada. Munro jednak przejął inicjatywę i zaatakował Majsurczyków, zanim byli przygotowani do bitwy, zmuszając ich do odwrotu. Trzecia fala posiłków z Majsuru zbliżyła się do Negapatam 13 listopada, tylko po to, by dowiedzieć się, że miasto już się poddało.
Po nieudanej wycieczce w nocy 10 listopada Van Vlissingen zwołał naradę wojenną. Ujawniono na niej, że w mieście pozostał zapas prochu na jeden dzień. Rada przegłosowała chęć kapitulacji. Holendrzy wywiesili następnego dnia białą flagę. 12 listopada zakończono negocjacje w sprawie warunków kapitulacji i garnizon poddał się tego dnia. Holendrzy przeprowadzili później dochodzenie w sprawie klęski. Nie udowodniło ono zdrady, ale wykazało niewłaściwe zachowanie, zwłaszcza van Vlissingena. Pod koniec oblężenia udawał, że jest chory; to on znienacka poinformował o braku prochu, a śledztwo wskazało, że za jego brak mógł być odpowiedzialny sabotaż.
Siły brytyjskie pod wodzą Hughesa zdobyły następnie Trincomalee na Cejlonie. Eskadra Hughesa powróciła pod Negapatam w lipcu 1782 roku, gdy miasto było zagrożone przez siły francuskie. 6 lipca stoczyła na wodach niedaleko miasta nierozstrzygniętą bitwę morską z eskadrą francuską. W wyniku pokoju wersalskiego z 1784 roku Holendrzy odzyskali większość zdobytych przez Brytyjczyków placówek kolonialnych – z wyjątkiem Negapatamu właśnie – w zamian za zezwolenie na swobodną brytyjską żeglugę handlową na wodach holenderskich posiadłości kolonialnych.